# Eremiascincus isolepis
Espèce
Synonymes
- Lygosoma isolepis Boulenger, 1887
- Lygosoma isolepis foresti Kinghorn, 1932
- Glaphyromorphus isolepis (Boulenger, 1887)

Eremiascincus isolepis est une espèce de sauriens de la famille des Scincidae.

## Répartition
Cette espèce est endémique d'Australie. Elle se rencontre en Australie-Occidentale et dans le Territoire du Nord.

## Publication originale
- Boulenger, 1887 : Catalogue of the Lizards in the British Museum (Nat. Hist.) III. Lacertidae, Gerrhosauridae, Scincidae, Anelytropsidae, Dibamidae, Chamaeleontidae. London, p. 1-575 (texte intégral).